# أسرة ساويرس
أسرة ساويرس هي أسرة مسيحيَّة قبطيَّة مصريَّة تملك عدة شركات قابضة متعددة النشاطات وتُعتبر من أضخم الشركات العربية والتي يمتد مجال علمها في الاتصالات والبناء والسياحة والصناعات والتكنولوجيا. في عام 2008، قدرَّت مجلة فوربس صافي قيمة العائلة بحوالي 36 مليار دولار أمريكي.
أنسي ساويرس (ولد في عام 1930)، هو عميد أسرة ساويرس، تُوفي عام 2021. ويتم إدارة مختلف الشركات في المجموعة من قِبل أبناء أنسي ساويرس الثلاثة:
- نجيب ساويرس (ولد في 1954)
- سميح ساويرس (ولد في عام 1957)
- ناصف ساويرس (ولد في عام 1961)

أسس أنسي ساويرس شركة أوراسكوم في عام 1950 والتي نمت لتصبح فرع من مجموعة من الشركات بما في ذلك أوراسكوم للاتصالات وأوراسكوم للتكنولوجيا، وكلاهما تدار من قِبل نجيب ساويرس وأوراسكوم للإنشاء والصناعة والتي تدار من قِبل ناصف ساويرس، وأوراسكوم للفنادق والتنمية والتي تُدار من قِبل سميح ساويرس.
منذ أن إنضم نجيب ساويرس عام 1979 لمجموعة أوراسكوم التي تضم شركات عائلته، ساهم نجيب في نمو وتنويع نشاط الشركة لتصبح اليوم أكبر مؤسسات القطاع الخاص في مصر وأكثرها تنوعاً. وتمتلك مجموعة أوراسكوم أكبر حصة رأس مال في بورصتي القاهرة والإسكندرية على الإطلاق.
وكان نجيب ساويرس أول من أسس الطريق أمام قطاع الاتصالات وتكنولوجيا المعلومات لمجموعة أوراسكوم، وبعد نجاحه في هذا القطاع وفي قطاعات أخرى بالشركة، قررت الإدارة تقسيم أوراسكوم إلى مجموعة من الشركات المنفصلة وهي: أوراسكوم تيلكوم وأوراسكوم للإنشاء والصناعة وموقعها على الإنترنت وأوراسكوم للفنادق والتنمية وأوراسكوم للأنظمة التكنولوجية. ويرأس نجيب ساويرس مجلس إدارة شركة أوراسكوم تيلكوم القابضة منذ إنشائها في نهاية عام 1997. نجيب ساويرس هو أيضًا مستثمر في إحدى الصحف المصرية المستقلة واسعة النفوذ وهي صحيفة المصري اليوم وصاحب مصالح قنوات تلفزيون متعددة، أبرزها قناة أو تي في.
تشارك عائلة ساويرس أيضًا بنشاط في الأعمال الخيريَّة والتنمية الاقتصادية والاجتماعية من خلال مؤسسة ساويرس للتنمية الاجتماعية والتي تتضمن جوائز مؤسسة ساويرس للأدب المصري.

## شركات الأسرة
- أوراسكوم كونستراكشون.
- أوراسكوم للاستثمار القابضة.
- أوراسكوم المالية القابضة.
- أوراسكوم القابضة للتنمية.